# Saint-Didier-sous-Riverie
Saint-Didier-sous-Riverie è un comune francese di 1 209 abitanti situato nel dipartimento del Rodano della regione Alvernia-Rodano-Alpi.

## Società

### Evoluzione demografica
Abitanti censiti